# SKE48の栄ちんちこちん
『SKE48の栄ちんちこちん』（エスケーイーフォーティーエイトのさかえちんちこちん）は、2019年5月7日から2021年3月31日までSHOWROOMで配信されていた、女性アイドルグループ・SKE48によるインターネット配信番組である。

## 概要
平成最後の木曜日となった2019年4月25日に行われた「SHOWROOM NAGOYA STUDIO特別配信」に於いて当番組の制作が発表された。SKE48のメンバーが隔週月曜から金曜に、SHOWROOM名古屋スタジオより生配信。曜日ごとにメンバー2人が出演する。
番組名の「ちんちこちん」は、「すごく熱い」という名古屋市の方言で、須田亜香里が視聴者と共に考えたものである。
新型コロナウイルス感染症が流行し出した2020年4月以降は、「SKE48の“お家”（おうち）からちんちこちん」と題して配信していたが、2021年3月12日、SHOWROOMのTwitterで3月31日の配信をもって終了することが発表された。

## コーナー
2020年10月1日現在
- 似顔絵
- リラックスグッズ
- 手作りアイテム
- 特別企画
  - ダンスランキング

## 配信日程

### 出演メンバー
- SKE48

〈〉内は出演回数。

### 2019年
| 月曜日 | 月曜日                      | 火曜日 | 火曜日                          | 水曜日 | 水曜日                          | 木曜日 | 木曜日                        | 金曜日 | 金曜日                        |
| 5月    | 5月                         | 5月    | 5月                             | 5月    | 5月                             | 5月    | 5月                           | 5月    | 5月                           |
| ------ | --------------------------- | ------ | ------------------------------- | ------ | ------------------------------- | ------ | ----------------------------- | ------ | ----------------------------- |
| -      | -                           | 7日    | 江籠裕奈 古畑奈和               | 8日    | 倉島杏実 野々垣美希             | 9日    | 内山命 斉藤真木子             | 10日   | 井上瑠夏 野村実代             |
| 20日   | 井田玲音名 北野瑠華         | 21日   | 上村亜柚香 水野愛理             | 22日   | 都築里佳 高木由麻奈             | 23日   | 青海ひな乃 赤堀君江           | 24日   | 大谷悠妃 平田詩奈             |
| 6月    |                             |        |                                 |        |                                 |        |                               |        |                               |
| 10日   | 坂本真凛 仲村和泉           | 11日   | 杉山愛佳 太田彩夏               | 12日   | 北川愛乃 深井ねがい             | 13日   | 相川暖花 浅井裕華             | 14日   | 北川綾巴 竹内彩姫             |
| 24日   | 松本慈子 福士奈央           | 25日   | 平野百菜 藤本冬香               | 26日   | 中野愛理 西満里奈               | 27日   | 鎌田菜月 熊崎晴香             | 28日   | 片岡成美 髙畑結希             |
| 7月    |                             |        |                                 |        |                                 |        |                               |        |                               |
| 15日   | 佐藤佳穂 谷真理佳           | 16日   | 野島樺乃 末永桜花               | 17日   | 荒野姫楓 池田楓                 | 18日   | 相川暖花〈2〉 大芝りんか      | 19日   | 鈴木恋奈 竹内ななみ           |
| 29日   | 石川花音 田辺美月           | 30日   | 入内嶋涼 大橋真子               | 31日   | 岡本彩夏 鈴木愛菜               | -      | -                             | -      | -                             |
| 8月    |                             |        |                                 |        |                                 |        |                               |        |                               |
| -      | -                           | -      | -                               | -      | -                               | 1日    | 川嶋美晴 中坂美祐             | 2日    | 青木詩織 日高優月             |
| 12日   | 上村亜柚香〈2〉 白井琴望    | 13日   | 大谷悠妃〈2〉 山内鈴蘭          | 14日   | 野村実代〈2〉 倉島杏実〈2〉     | 15日   | -                             | 16日   | 江籠裕奈〈2〉 高柳明音        |
| 26日   | 坂本真凛〈2〉 佐藤佳穂〈2〉 | 27日   | 北川綾巴〈2〉 松本慈子〈2〉     | 28日   | 荒井優希 惣田紗莉渚             | 29日   | 白井琴望〈2〉 白井友紀乃      | 30日   | 斉藤真木子〈2〉 北野瑠華〈2〉 |
| 9月    |                             |        |                                 |        |                                 |        |                               |        |                               |
| 16日   | 井上瑠夏〈2〉 杉山愛佳〈2〉 | 17日   | 中野愛理〈2〉 水野愛理〈2〉     | 18日   | 相川暖花〈3〉 深井ねがい〈2〉   | 19日   | 末永桜花〈2〉 髙畑結希〈2〉   | 20日   | 荒野姫楓〈2〉 鈴木恋奈〈2〉   |
| 30日   | 中坂美祐〈2〉 平野百菜〈2〉 | -      | -                               | -      | -                               | -      | -                             | -      | -                             |
| 10月   |                             |        |                                 |        |                                 |        |                               |        |                               |
| -      | -                           | 1日    | 西満里奈〈2〉 平田詩奈〈2〉     | 2日    | 石黒友月 倉島杏実〈3〉          | 3日    | 野島樺乃〈2〉 太田彩夏〈2〉   | 4日    | 北川愛乃〈2〉 野村実代〈3〉   |
| 14日   | -                           | 15日   | 青木詩織〈2〉 荒井優希〈2〉     | 16日   | 都築里佳〈2〉 髙畑結希〈3〉     | 17日   | 池田楓〈2〉 藤本冬香〈2〉     | 18日   | 仲村和泉〈2〉 井田玲音名〈2〉 |
| 30日   | 赤堀君江〈2〉 岡本彩夏〈2〉 | 29日   | 大芝りんか〈2〉 野々垣美希〈2〉 | 30日   | 白井友紀乃〈2〉 竹内ななみ〈2〉 | 31日   | 竹内彩姫〈2〉 鎌田菜月〈2〉   | -      | -                             |
| 11月   |                             |        |                                 |        |                                 |        |                               |        |                               |
| -      | -                           | -      | -                               | -      | -                               | -      | -                             | 1日    | 石川花音〈2〉 入内嶋涼 〈2〉  |
| 11日   | 鈴木愛菜〈2〉 田辺美月〈2〉 | 12日   | 熊崎晴香〈2〉 福士奈央〈2〉     | 13日   | 川嶋美晴〈2〉 平野百菜〈3〉     | 14日   | 惣田紗莉渚〈2〉 末永桜花〈3〉 | 15日   | 荒野姫楓〈3〉 大橋真子〈2〉   |
| 25日   | 井上瑠夏〈3〉 坂本真凛〈3〉 | 26日   | 上村亜柚香〈3〉 日高優月〈2〉   | 27日   | 片岡成美〈2〉 青海ひな乃〈2〉   | 28日   | 浅井裕華〈2〉 野々垣美希〈3〉 | 29日   | 杉山愛佳〈3〉 水野愛理〈3〉   |
| 12月   |                             |        |                                 |        |                                 |        |                               |        |                               |
| 9日    | 大場美奈 北野瑠華〈3〉      | 10日   | 相川暖花〈4〉 斉藤真木子〈3〉   | 11日   | 井上瑠夏〈4〉 大芝りんか〈3〉   | 12日   | 北川愛乃〈3〉 仲村和泉〈3〉   | 13日   | 川嶋美晴〈3〉 鈴木恋奈〈3〉   |
| 23日   | 都築里佳〈3〉 谷真理佳〈2〉 | 24日   | 赤堀君江〈3〉 田辺美月〈3〉     | 25日   | 大谷悠妃〈3〉 松本慈子〈3〉     | 26日   | -                             | 27日   | -                             |

### 2020年
| 月曜日 | 月曜日                          | 火曜日 | 火曜日                          | 水曜日 | 水曜日                          | 木曜日 | 木曜日                        | 金曜日 | 金曜日                        |
| 1月    | 1月                             | 1月    | 1月                             | 1月    | 1月                             | 1月    | 1月                           | 1月    | 1月                           |
| ------ | ------------------------------- | ------ | ------------------------------- | ------ | ------------------------------- | ------ | ----------------------------- | ------ | ----------------------------- |
| 13日   | -                               | 14日   | 中野愛理〈3〉 深井ねがい〈3〉   | 15日   | 都築里佳〈4〉 山内鈴蘭〈2〉     | 16日   | 池田楓〈3〉 竹内ななみ〈3〉   | 17日   | 石黒友月〈2〉 坂本真凛〈4〉   |
| 27日   | 青海ひな乃〈3〉 鈴木愛菜〈3〉   | 28日   | 中坂美祐〈3〉 藤本冬香〈3〉     | 29日   | 荒井優希〈3〉 福士奈央〈3〉     | 30日   | 江籠裕奈〈3〉 菅原茉椰        | 31日   | 石川花音〈3〉 白井友紀乃〈3〉 |
| 2月    |                                 |        |                                 |        |                                 |        |                               |        |                               |
| 10日   | 鎌田菜月〈3〉 平田詩奈〈3〉     | 11日   | -                               | 12日   | 太田彩夏〈3〉 水野愛理〈4〉     | 13日   | -                             | 14日   | -                             |
| 24日   | -                               | 25日   | 大橋真子〈3〉 岡本彩夏〈3〉     | 26日   | 北川愛乃〈4〉 髙畑結希〈4〉     | 27日   | 西満里奈〈3〉 入内嶋涼〈3〉   | 28日   | 仲村和泉〈4〉 大芝りんか〈4〉 |
| 3月    |                                 |        |                                 |        |                                 |        |                               |        |                               |
| 16日   | 石黒友月〈3〉 杉山愛佳〈4〉     | 17日   | 高柳明音〈2〉 斉藤真木子〈4〉   | 18日   | 坂本真凛〈5〉 倉島杏実〈4〉     | 19日   | 竹内彩姫〈3〉 熊崎晴香〈3〉   | 20日   | -                             |
| 30日   | 野島樺乃〈3〉 浅井裕華〈3〉     | 31日   | 池田楓〈4〉 田辺美月〈4〉       | -      | -                               | -      | -                             | -      | -                             |
| 4月    |                                 |        |                                 |        |                                 |        |                               |        |                               |
| -      | -                               | -      | -                               | 1日    | 片岡成美〈3〉 白井琴望〈3〉     | 2日    | 赤堀君江〈4〉 荒野姫楓〈4〉   | 3日    | 日高優月〈3〉 佐藤佳穂〈3〉   |
| 27日   | 大谷悠妃〈4〉 平田詩奈〈4〉     | 28日   | 日高優月〈4〉 佐藤佳穂〈4〉     | 29日   | -                               | 30日   | 福士奈央〈4〉 鈴木愛菜〈4〉   | -      | -                             |
| 5月    |                                 |        |                                 |        |                                 |        |                               |        |                               |
| -      | -                               | -      | -                               | -      | -                               | -      | -                             | 1日    | 片岡成美〈4〉 白井琴望〈4〉   |
| 11日   | 江籠裕奈〈4〉 太田彩夏〈4〉     | 12日   | 山内鈴蘭〈3〉 大場美奈〈2〉     | 13日   | 惣田紗莉渚〈3〉 藤本冬香〈4〉   | 14日   | 菅原茉椰〈2〉 谷真理佳〈3〉   | 15日   | 青木詩織〈3〉 北野瑠華〈4〉   |
| 25日   | 大橋真子〈4〉 鈴木恋奈〈4〉     | 26日   | 仲村和泉〈5〉 深井ねがい〈4〉   | 27日   | 赤堀君江〈5〉 荒野姫楓〈5〉     | 28日   | 上村亜柚香〈4〉 松本慈子〈4〉 | 29日   | 池田楓〈5〉 川嶋美晴〈4〉     |
| 6月    |                                 |        |                                 |        |                                 |        |                               |        |                               |
| 8日    | 相川暖花〈5〉 末永桜花〈4〉     | 9日    | 石黒友月〈4〉 井上瑠夏〈5〉     | 10日   | 荒井優希〈4〉 竹内彩姫〈4〉     | 11日   | 井田玲音名〈3〉 平野百菜〈4〉 | 12日   | 日高優月〈5〉 青木詩織〈4〉   |
| 22日   | 青海ひな乃〈4〉 野村実代〈4〉   | 23日   | 鎌田菜月〈4〉 佐藤佳穂〈5〉     | 24日   | 大谷悠妃〈5〉 中野愛理〈4〉     | 25日   | 石川花音〈4〉 竹内ななみ〈4〉 | 26日   | 赤堀君江〈6〉 田辺美月〈5〉   |
| 7月    |                                 |        |                                 |        |                                 |        |                               |        |                               |
| 6日    | 入内嶋涼〈4〉 中坂美祐〈4〉     | 7日    | 相川暖花〈6〉 西満里奈〈4〉     | 8日    | 北川愛乃〈5〉 野島樺乃〈4〉     | 9日    | 岡本彩夏〈4〉 白井友紀乃〈4〉 | 10日   | 浅井裕華〈4〉 熊崎晴香〈4〉   |
| 20日   | 水野愛理〈5〉 菅原茉椰〈3〉     | 21日   | 惣田紗莉渚〈4〉 斉藤真木子〈5〉 | 22日   | 倉島杏実〈5〉 谷真理佳〈4〉     | 23日   | 川嶋美晴〈5〉 藤本冬香〈5〉   | 24日   | 坂本真凛〈6〉 大芝りんか〈5〉 |
| 8月    |                                 |        |                                 |        |                                 |        |                               |        |                               |
| 3日    | 上村亜柚香〈5〉 松本慈子〈5〉   | 4日    | 北野瑠華〈5〉 井田玲音名〈4〉   | 5日    | 荒野姫楓〈6〉 田辺美月〈6〉     | 6日    | 鈴木恋奈〈5〉 平野百菜〈5〉   | 7日    | 井上瑠夏〈6〉 佐藤佳穂〈6〉   |
| 17日   | 杉山愛佳〈5〉 深井ねがい〈5〉   | 18日   | 池田楓〈6〉 末永桜花〈5〉       | 19日   | 髙畑結希〈5〉 谷真理佳〈5〉     | 20日   | 荒井優希〈5〉 竹内彩姫〈5〉   | 21日   | 石川花音〈5〉 藤本冬香〈6〉   |
| 9月    |                                 |        |                                 |        |                                 |        |                               |        |                               |
| 14日   | 上村亜柚香〈6〉 浅井裕華〈5〉   | 15日   | 鈴木愛菜〈5〉 中坂美祐〈5〉     | 16日   | 白井友紀乃〈5〉 惣田紗莉渚〈5〉 | 17日   | 北川愛乃〈6〉 荒野姫楓〈7〉   | 18日   | 都築里佳〈5〉 仲村和泉〈6〉   |
| 28日   | 松本慈子〈6〉 竹内彩姫〈6〉     | 29日   | 荒井優希〈6〉 太田彩夏〈5〉     | 30日   | 菅原茉椰〈4〉 髙畑結希〈6〉     | -      | -                             | -      | -                             |
| 10月   |                                 |        |                                 |        |                                 |        |                               |        |                               |
| -      | -                               | -      | -                               | -      | -                               | 1日    | 竹内ななみ〈5〉 平野百菜〈6〉 | 2日    | 相川暖花〈7〉 井田玲音名〈5〉 |
| 12日   | 青海ひな乃〈5〉 竹内ななみ〈6〉 | 13日   | 中坂美祐〈6〉 平野百菜〈5〉     | 14日   | 入内嶋涼〈5〉 川嶋美晴〈6〉     | 15日   | 鈴木愛菜〈6〉 藤本冬香〈7〉   | 16日   | 石川花音〈6〉 鈴木恋奈〈6〉   |
| 26日   | 鎌田菜月〈5〉 平田詩奈〈5〉     | 27日   | 大谷悠妃〈6〉 野島樺乃〈5〉     | 28日   | お休み                          | 29日   | お休み                        | 30日   | お休み                        |
| 11月   |                                 |        |                                 |        |                                 |        |                               |        |                               |
| 9日    | 青海ひな乃〈6〉 田辺美月〈7〉   | 10日   | 大芝りんか〈6〉 倉島杏実〈6〉   | 11日   | 熊崎晴香〈5〉 佐藤佳穂〈7〉     | 12日   | 池田楓〈7〉 西満里奈〈5〉     | 13日   | 青木詩織〈5〉 水野愛理〈6〉   |
| 23日   | 杉山愛佳〈6〉 水野愛理〈7〉     | 24日   | 斉藤真木子〈6〉 菅原茉椰〈5〉   | 25日   | 大場美奈〈3〉 日高優月〈6〉     | 26日   | 末永桜花〈6〉 深井ねがい〈6〉 | 27日   | 都築里佳〈6〉 野島樺乃〈6〉   |
| 12月   |                                 |        |                                 |        |                                 |        |                               |        |                               |
| 7日    | 相川暖花〈8〉 谷真理佳〈6〉     | 8日    | 井上瑠夏〈7〉 北野瑠華〈6〉     | 9日    | 石黒友月〈5〉 仲村和泉〈7〉     | 10日   | 松本慈子〈7〉 惣田紗莉渚〈6〉 | 11日   | 太田彩夏〈6〉 浅井裕華〈6〉   |
| 21日   | 野村実代〈5〉 中野愛理〈5〉     | 22日   | 荒野姫楓〈8〉 上村亜柚香〈7〉   | 23日   | 江籠裕奈〈5〉 岡本彩夏〈5〉     | 24日   | 北川愛乃〈7〉 坂本真凛〈7〉   | 25日   | 髙畑結希〈7〉 上村亜柚香〈8〉 |

### 2021年
| 月曜日 | 月曜日                        | 火曜日 | 火曜日                      | 水曜日      | 水曜日                         | 木曜日 | 木曜日                        | 金曜日 | 金曜日                      |
| 1月    | 1月                           | 1月    | 1月                         | 1月         | 1月                            | 1月    | 1月                           | 1月    | 1月                         |
| ------ | ----------------------------- | ------ | --------------------------- | ----------- | ------------------------------ | ------ | ----------------------------- | ------ | --------------------------- |
| 18日   | 井田玲音名〈6〉 鈴木恋奈〈7〉 | 19日   | 井上瑠夏〈8〉 倉島杏実〈7〉 | 20日        | 岡本彩夏〈6〉 北野瑠華〈7〉    | 21日   | 都築里佳〈7〉 中坂美祐〈7〉   | 22日   | 青木詩織〈6〉 竹内彩姫〈7〉 |
| 2月    |                               |        |                             |             |                                |        |                               |        |                             |
| 1日    | 青海ひな乃〈7〉 荒野姫楓〈9〉 | 2日    | 石黒友月〈6〉 野村実代〈6〉 | 3日         | 赤堀君江〈7〉 鈴木愛菜〈7〉    | 4日    | 田辺美月〈8〉 西満里奈〈6〉   | 5日    | 中野愛理〈6〉 平田詩奈〈6〉 |
| 15日   | 杉山愛佳〈7〉 菅原茉椰〈6〉   | 16日   | 青木詩織〈7〉 鎌田菜月〈6〉 | 17日        | -                              | 18日   | 斉藤真木子〈7〉 末永桜花〈7〉 | 19日   | 荒井優希〈7〉 藤本冬香〈8〉 |
| 3月    |                               |        |                             |             |                                |        |                               |        |                             |
| 1日    | 入内嶋涼〈6〉 池田楓〈8〉     | 2日    | 浅井裕華〈7〉 熊崎晴香〈6〉 | 3日         | 北川愛乃〈8〉 深井ねがい〈7〉  | 4日    | 大谷悠妃〈7〉 仲村和泉〈7〉   | 5日    | 坂本真凛〈8〉 倉島杏実〈8〉 |
| 15日   | 竹内ななみ〈7〉 松本慈子〈8〉 | 16日   | 相川暖花〈9〉 石川花音〈7〉 | 17日        | 青木詩織〈8〉 太田彩夏〈7〉    | 18日   | 川嶋美晴〈7〉 日高優月〈7〉   | 19日   | 佐藤佳穂〈8〉 髙畑結希〈7〉 |
| 29日   | 大場美奈〈4〉 水野愛理〈8〉   | 30日   | -                           | 31日 最終回 | 上村亜柚香〈9〉 相川暖花〈10〉 | -      | -                             | -      | -                           |